# Arte

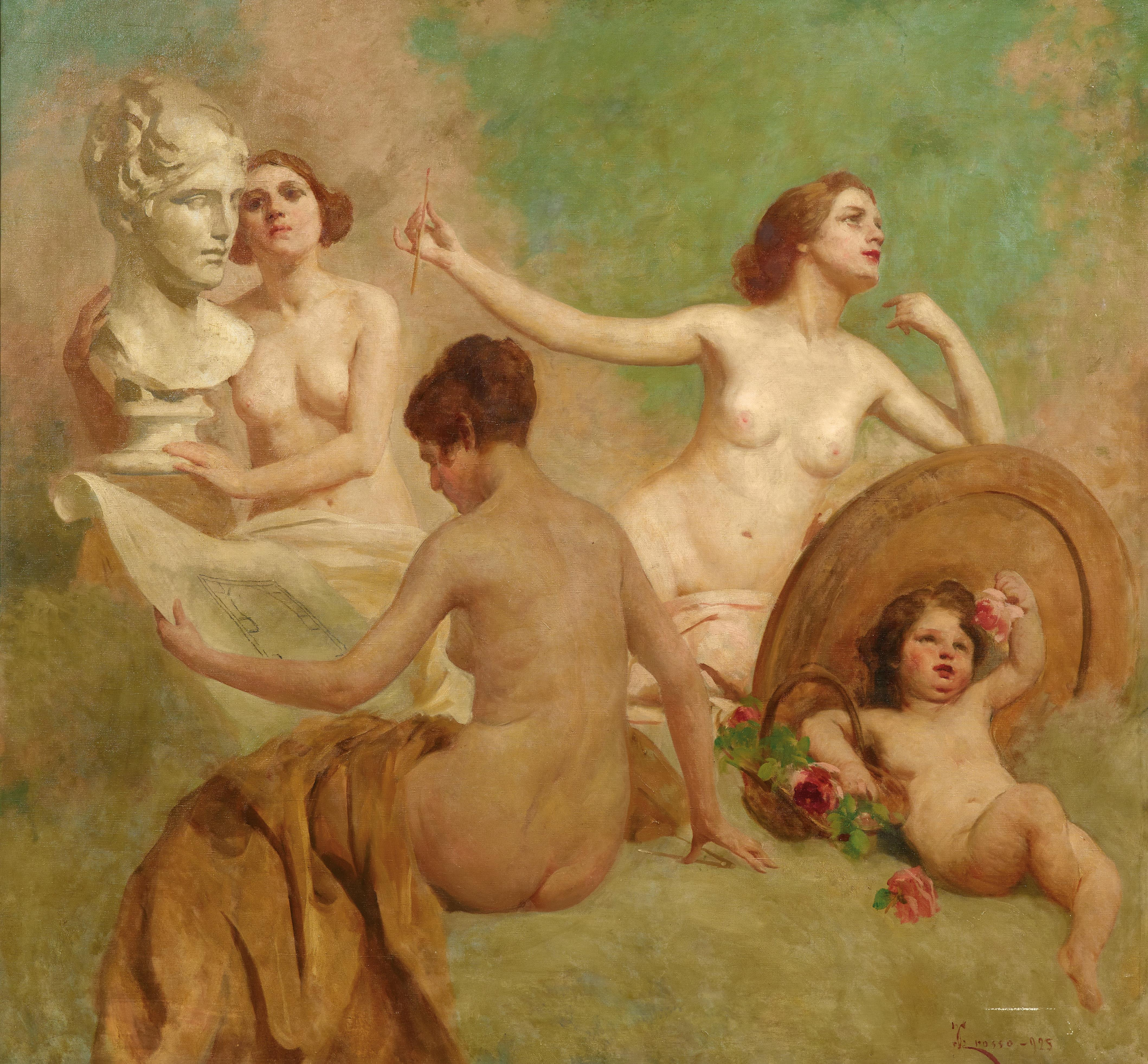
Allegoria delle arti, dipinto di Giacomo Grosso, 1925

L'arte nel suo significato più ampio comprende ogni attività – svolta singolarmente o collettivamente – che porta a forme di creatività e di espressione estetica, poggiando su accorgimenti tecnici, abilità innate o acquisite e norme comportamentali derivanti dallo studio e dall'esperienza. L'arte è una forma espressiva simile ad un linguaggio, ossia con la capacità di trasmettere emozioni e messaggi. Tuttavia non esiste un unico linguaggio artistico e neppure un unico codice inequivocabile di interpretazione, addirittura non esiste neppure un termine equivalente ad "arte" nella maggior parte delle lingue parlate.
Nel suo significato più sublime l'arte è l'espressione estetica dell'interiorità e dell'animo umano. Rispecchia le opinioni, i sentimenti e i pensieri dell'artista nell'ambito sociale, morale, culturale, etico o religioso del suo periodo storico. 
Alcuni filosofi e studiosi di semantica, invece, sostengono che esista un linguaggio oggettivo che, a prescindere dalle epoche e dagli stili, dovrebbe essere codificato per poter essere compreso da tutti, tuttavia gli sforzi per dimostrare questa affermazione sono stati infruttuosi.
L'arte può essere considerata anche una professione di antica tradizione svolta nell'osservanza di alcuni canoni codificati nel tempo. In questo senso le professioni artigianali – quelle cioè che afferiscono all'artigianato – discendono spesso dal Medioevo, quando si svilupparono attività specializzate e gli esercenti arti e mestieri vennero riuniti nelle corporazioni. Ogni arte aveva una propria tradizione, i cui concetti fondamentali venivano racchiusi nella regola dell'arte, cui ogni artiere doveva conformarsi.

## Evoluzione storica del concetto occidentale di arte
Analizzando la storia del concetto di arte in occidente si può vedere che nel corso del tempo esso subisce una trasformazione graduale ma radicale.
In antichità, il sanscrito Are (ordinare), il Latino Ars, il greco Τέχνη, stavano a significare la capacità di creare qualche oggetto. La capacità consisteva nella conoscenza delle regole, mediante le quali era possibile produrlo. L'arte quindi includeva quello che chiameremmo artigianato, più una parte delle scienze (Astronomia, Storia). Inoltre, gli antichi Greci non si servivano di termini quali Musica, Architettura o Arti Visive per indicare una disciplina artistica: questi termini non esistevano oppure avevano un significato diverso da quello moderno. Si servivano invece di concetti di minore estensione, come ad es: "mimica", "commedia", "tragedia", concetti che sono inclusi nell'ambito del Teatro. Dall'idea di arte rimaneva fuori la Poesia in quanto, anche se era compresa nel campo del sapere, era priva delle caratteristiche tipiche dell'arte: anzitutto, dal momento che era per lo più recitata e cantata, non era una produzione materiale, quindi non si basava su regole specifiche ma sull'invenzione individuale; in secondo luogo la poesia era vista come irrazionale, capace di incantare, affascinare e sedurre le menti. La Poesia era quindi considerata una pratica a sé stante: la si credeva ispirata dalle Muse, e per questo era considerata superiore.
Nel periodo ellenistico iniziarono le prime classificazioni e le arti vennero divise in comuni e liberali, a seconda che richiedessero uno sforzo fisico o uno sforzo intellettuale. Nel Medioevo si cominciano a rivalutare le arti comuni, che verranno chiamate meccaniche, ma continueranno ad avere un ruolo subalterno rispetto alle arti liberali. Dalle arti "meccaniche" vennero escluse diverse di quelle che noi chiamiamo "belle arti", come la pittura e la scultura; le arti liberali e meccaniche erano state ridotte al numero di sette, e tra quelle che richiedevano lo sforzo fisico, si annoveravano soltanto le arti che miglioravano la vita dell'uomo, che lo nutrivano, lo riparavano dalle intemperie, ovvero quelle arti il cui punto peculiare era l'utilità quanto la piacevolezza. Si conoscono, di queste arti meccaniche medievali, due elenchi di riferimento: quelli di Ugo di San Vittore e Rodolfo di Longo Campo.
La poesia non rientra ancora nell'ambito concettuale dell'arte indicato in epoca moderna, in quanto il poeta era considerato un vate che componeva i versi ispirato dal Dio, o dalle Muse nell'Antica Grecia. Non esisteva la regola nelle composizioni poetiche, almeno per quanto riguarda il contenuto. A fornire il contributo essenziale affinché la poesia venisse considerata un'arte fu Bernardo Segni che nel 1549 tradusse in volgare la Poetica di Aristotele, opera in cui lo Stagirita già annoverava la poesia tra le altre arti. La condizione sociale degli artisti, che migliorò notevolmente nel corso del Rinascimento, contribuì a separarli dagli scienziati e dagli artigiani. Nel 1735 Baumgarten conia il termine estetica utilizzandolo per la prima volta nella propria tesi di laurea Nel 1750 pubblicherà un saggio intitolato Æsthetica.
Charles Batteux nel 1746 definisce, nel suo libro Le belle arti ridotte ad un unico principio, il sistema delle belle arti, indicando cinque arti in senso proprio - la pittura, la scultura, la poesia, la musica, la danza - a cui associava due arti connesse - l'eloquenza e l'architettura - il cui carattere comune risiedeva nell'imitazione della realtà per il fine di creare oggetti belli. Dalla fine del Settecento cominciarono le prime crisi del concetto di bello e di arte. Stavano nascendo nuove forme di espressione come la fotografia, l'architettura industriale, l'oggettistica per la casa, e bisognava farle rientrare nel concetto di arte. 

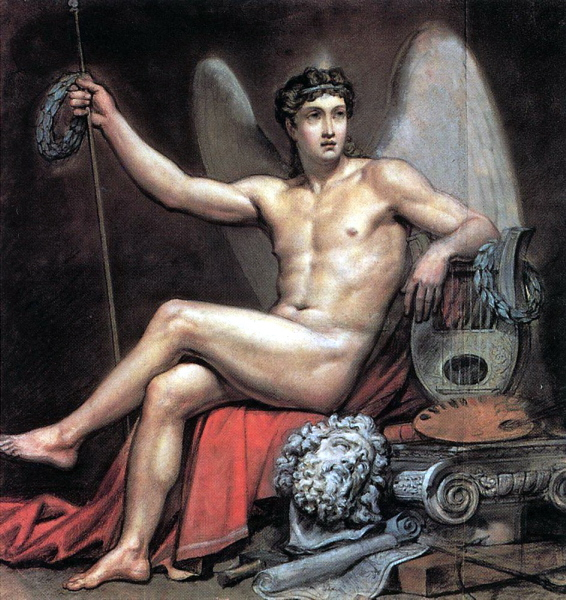
Il Genio dell'Arte, di Karl Pavlovič Brjullov (1817)

Per tale motivo nel Novecento si è abbandonata l'idea di una definizione onnicomprensiva di arte e di opera d'arte. Il termine arte diventa un concetto aperto, in cui tutte le possibili definizioni dell'arte confluiscono. Il Novecento si fa portavoce della crescita intimista portata avanti dai pensatori del secolo precedente, ma rinnova le necessità interiori dell'artista e si fa portavoce dell'innovazione tecnica, di cui i nuovi materiali (il ferro e gli elementi prefabbricati) sono gli elementi fondamentali.
La nuova architettura deve essere il segno del rinnovamento culturale e sociale, per questo si procede ad una omogeneità dei caratteri della nuova costruzione architettonica, si stabilisce un carattere nuovo, uno "stile moderno". All'interno del "Modernismo" si riassumono ed interagiscono le correnti artistiche che nei precedenti due decenni interpretano ed affiancano lo sforzo progressivo della civiltà industriale.
Quando all'entusiasmo per il progresso industriale segue la consapevolezza della trasformazione che opera nelle strutture della vita e della società, attorno al 1910, all'interno del “Modernismo”, si formano le “avanguardie” artistiche con l'obiettivo di mutare le modalità e le finalità dell'arte.

## Discipline artistiche
Non esiste una classificazione univoca delle discipline artistiche, dal momento che ogni esperienza estetica umana può essere classificata come forma d'arte. La classificazione più condivisa è comunque quella delle dieci arti, le prime sette delle quali furono definite dal poeta italiano Ricciotto Canudo nel 1923. L'ottava e la nona furono aggiunte dal critico francese Claude Beylie nel 1964, mentre la definizione della decima arte è solitamente attribuita al game designer italiano Fabio Viola. Tale classificazione è ripresa tra gli altri dal Ministero della cultura francese:
1. Architettura
2. Musica
3. Pittura
4. Scultura
5. Poesia e letteratura
6. Danza e teatro
7. Cinema
8. Radio e televisione
9. Fumetto
10. Videogioco

Esse possono essere raggruppate in arti visive, che non richiedono un'esecuzione perché l'opera si presenta al fruitore già perfettamente definita, e arti performative, che invece richiedono all'artista non solo di essere prodotte, ma anche eseguite:
- Arti visive:
  - Pittura
  - Scultura
  - Architettura
  - Letteratura
  - Cinema
  - Fotografia
  - Fumetto

- Arti performative:
  - Musica
  - Danza
  - Teatro
  - Illusionismo
  - Videogiochi